# Потоцкий, Игнацы
Граф Рома́н Игна́цы Франти́шек Пото́цкий (в русских документах Игнатий Евстафьевич Потоцкий; пол. Roman Ignacy Franciszek Potocki; 28 февраля 1750, Радзынь-Подляский — 30 августа 1809, Вена) — польский магнат, политик, журналист и писатель. Писарь великий литовский (1773—1783), маршалок Постоянного Совета (1778—1780), маршалок надворный литовский (1783—1791) и маршалок великий литовский (1791—1792).

## Биография
Представитель магнатского рода Потоцких герба «Пилява». Второй сын чашника великого коронного и генерала литовской артиллерии Евстафия Потоцкого и Марианны Контской. Братья — староста уржендовский Каетан Потоцкий, староста тлумацкий Ежи Михаил Потоцкий, бригадир народной кавалерии Ян Непомуцен Эрик Потоцкий и генерал коронной артиллерии Станислав Костка Потоцкий.
В 1758—1765 годах учился в Варшавском коллегиуме, затем до 1770 года продолжал обучение в Риме. Некоторое время провёл во Франции, в 1771 году вернулся в Речь Посполитую, где сблизился с польским королём Станиславом Августом Понятовским.
Воспитывался под руководством Станислава Конарского; был членом и одним из главных деятелей эдукационной комиссии (1773), организовал школьное дело, основал товарищество по изданию школьных руководств. Поддерживая планы реформ, проявил большую деятельность во время Четырёхлетнего сейма (1788—1792). Стремился к примирению с Пруссией и уничтожению иностранной «гарантии». Был одним из творцов Конституции 3 мая 1791 года, хотя в качестве аристократа и расходился во взглядах с Гуго Коллонтаем. В награду за участие в создании новой конституции получил должность министра полиции, но вынужден был выйти из состава Эдукационной комиссии.
Во время русско-польской войны 1792 года Игнацы Потоцкий исполнял обязанности отсутствующего военного министра. После победы Российской империи и Тарговицкой конфедерации Игнацы Потоцкий эмигрировал в Дрезден. В 1794 году во время польской революции (инсуррекции) под руководством Тадеуша Костюшко Роман Игнацы Потоцкий 1794 года вернулся в Варшаву и стал министром иностранных дел «народного» правительства; вёл переговоры с представителями русской армии после штурма Праги в 1794 году, в ходе которых передал Александру Суворову польскую корону для великого князя Константина Павловича. Взятый в плен, содержался под стражей в Шлиссельбурге.
В 1796 году по прошению графа Юзефа Августа Ильинского Роман Игнацы Потоцкий был помилован и освобожден из заключения российским императором Павлом I. Эта новость в польском обществе и в кругу короля Понятовского была непопулярной. По их мнению, Потоцкий был «враг России, враг короля, враг своего отечества, который, по своему самолюбию, по продажности души своей и своим связям с Берлином, Коллонтайем и Зайончеком» первое, что мог сделать при своем возвращении, это опять поднять восстание.

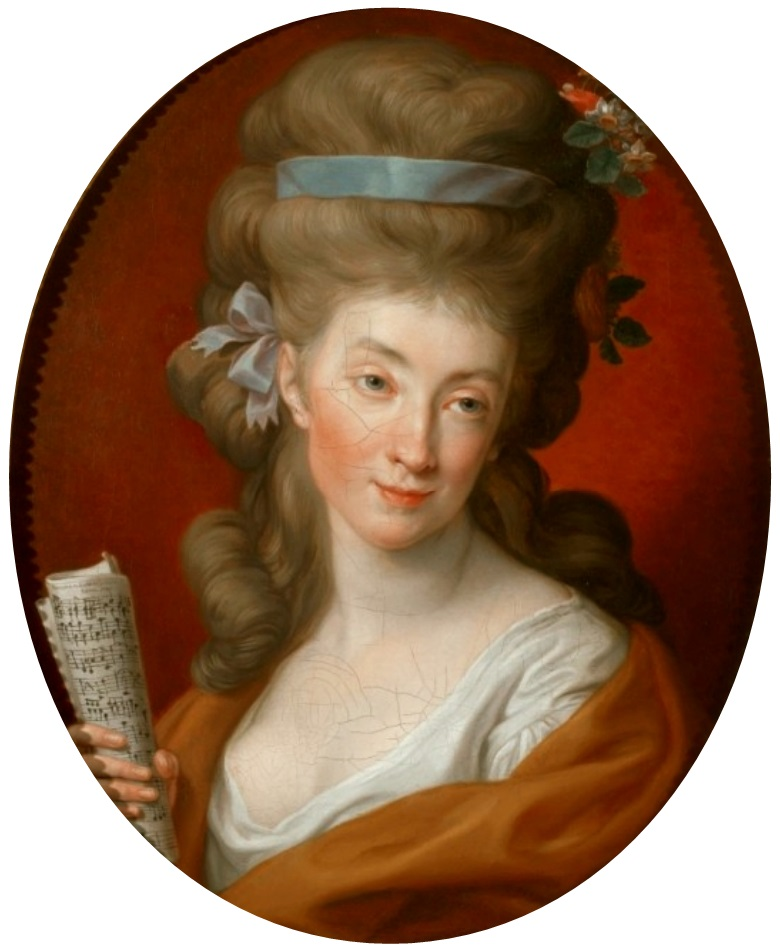
Эльжбета Потоцкая

С 1796 года Роман Игнацы Потоцкий проживал в Галиции, входившей в состав Австрийской империи. Поселился в Клементовицах, где занимался исторической и литературной работой. Стал членом варшавского общества друзей науки. В 1809 году после освобождения Галиции польской армией под командованием Юзефа Понятовского Игнацы Потоцкий вернулся к политической деятельности и стал работать на пользу образованного Великого герцогства Варшавского. Он скончался в Вене, где находился с дипломатической миссией к Наполеону, прося его согласиться на включение австрийской Галиции в состав Варшавского герцогства. Был похоронен в Вилянуве.

## Семья
В 1773 году женился на княжне Эльжбете Любомирской (ок. 1755—1783), старшей дочери маршалка великого коронного и старосты винницкого Станислава Любомирского (1722—1783) от брака с княжной Изабеллой Чарторыйской (1736—1816). По словам современника, была женщина редкого ума и сердца. Умерла во цвете лет от последствий неблагополучных родов. Дети: Кристина Потоцкая(в замужестве Губицкая)